# Spánková paralýza

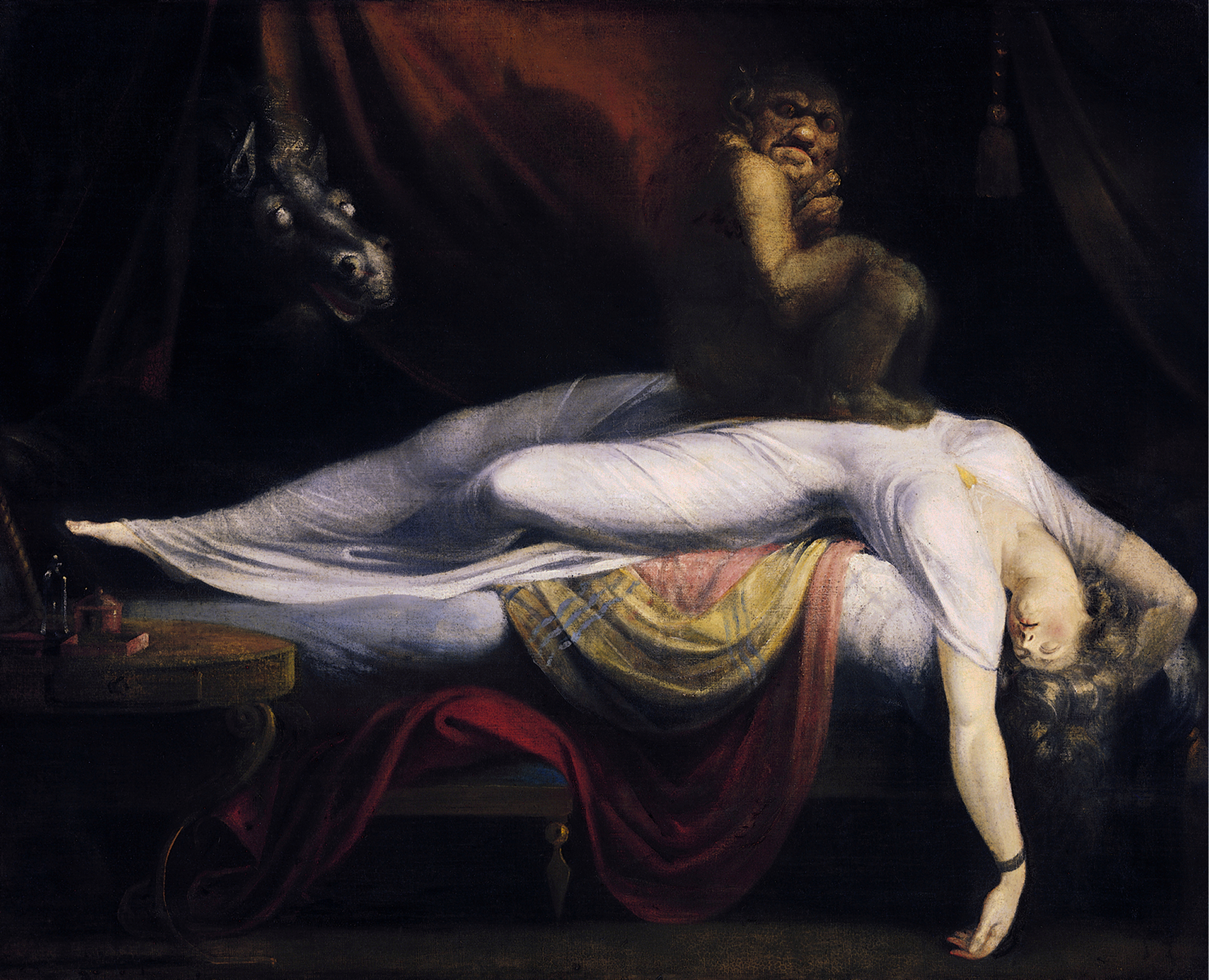
Umělecké znázornění spánkové paralýzy (John Henry Fuseli – The Nightmare)

Spánková paralýza je stav mezi spánkem a bděním, kdy si mozek částečně uvědomuje realitu, ale nedokáže dostatečně odlišit tuto realitu od snu a různých obsahů podvědomí, a zejména nedokáže ovládat svaly, takže člověk má pocit téměř úplného ochrnutí příčně pruhovaného (kosterního) svalstva ovládaného vůlí, včetně neschopnosti používat hlasivky. Osoba si uvědomuje, že se nachází ve stavu mezi bděním a spánkem, ale má pocit, že je připoutána k posteli. Velmi často dochází k halucinacím a pocitům strachu, které mohou končit až silnou úzkostí.
Ke spánkové paralýze může přispět i nadměrná konzumace alkoholu či drog (proto dochází k tomuto jevu nejčastěji u mladých lidí), také porušení spánkové hygieny (např. když se člověk ukládá ke spánku ve 21:00 a někdy v 00:00, a tak si mozek nemůže vytvořit stabilní spánkový cyklus). Spánkovou paralýzu zažívají častěji osoby, které čelí dlouhodobému stresu a jsou psychicky vyčerpané. Četnější může být i u osob trpících nějakou psychickou poruchou. Více se tato paralýza objevuje také u osob, které usínají na zádech.
Tento stav, doprovázený často – ač to není pravidlem – různými halucinacemi a pocitem intenzivního strachu, se vysvětluje opožděním (asynchronicitou) funkce části mozku nazývané Varolův most, zodpovědné za paralýzu příčně pruhovaného svalstva během REM fáze spánku. Neschopnost ovládat svaly se odborně nazývá atonie. Během snění zabraňuje atonie nevědomému pohybu, člověka tak chrání před zraněním a pomáhá tělu uvolnit se. V případě spánkové paralýzy je však často doprovázena hypnagogickými halucinacemi.
Díky opačné poruše můstku dochází k náměsíčnosti – lze pozorovat během spánku pohyby, chůzi i mluvení u člověka, a dokonce běh či lov na neexistující (sněnou) kořist u koček či psů.
Spánková paralýza je obvykle uváděna jako nejpravděpodobnější vysvětlení fenoménu známého jako únosy do UFO.
Studie provedené v 80. letech v USA na hmongských imigrantech zkoumaly možný vztah spánkové paralýzy a syndromu náhlého nočního úmrtí (SUNDS), přičemž bylo zaznamenáno, že některé oběti tohoto syndromu v minulosti zažívaly i spánkovou paralýzu.

## Příznaky
Během spánkové paralýzy se znehybní část těla nebo dokonce celé tělo. Člověk se nedokáže pohybovat ani mluvit. Někteří lidé prožívají intenzivní pocit tlaku nebo tíhy na hrudi, který většinou do několika minut odezní. Pocit neschopnosti pohybu a znehybnění mohou doprovázet silné pocity úzkosti a strachu. Dalšími příznaky jsou zvukové i obrazové halucinace. Člověk ve spánkové paralýze slyší skutečné zvuky nebo vidí obrazy v podobě temných postav, monster nebo démonů, které ho pozorují.

## Léčba
Přestože spánková paralýza obvykle není pro dotyčnou osobu nebezpečná, její důsledky mají na člověka velký vliv, proto může být vhodné tento stav konzultovat s praktickým lékařem, psychologem nebo psychiatrem. Z důvodu obavy z usnutí nebo halucinací může dotyčný trpět nedostatkem spánku a být podrážděný a nesoustředěný.
Pomoc odborníka je obzvlášť důležitá v případech, kdy člověk prožívá stav spánkové paralýzy opakovaně, má pravidelně problémy s usínáním nebo trpí nedostatkem spánku, a zároveň ho během dne trápí silná únava nebo upadá do spánku náhle bez kontroly nad tělem. Jmenované příznaky mohou naznačovat narkolepsii.
Řešení spánkové paralýzy spočívá v pravidelném spánku dlouhém minimálně 8 hodin. Dále je před spaním důležité omezit konzumaci alkoholu a kofeinu, sledování televize či obrazovky počítače a displeje chytrého telefonu. Pokud spánkovou paralýzu způsobuje stres a úzkosti, je třeba naučit se stresové situace zvládat. Na těžké případy spánkové paralýzy předepisují lékaři antidepresiva, jako například klomipramin. Tyto léky ovlivňují spánkovou fázi REM a obvykle se podávají v nižších dávkách než při léčbě deprese.